# Scholes, Cleckheaton
Scholes (även Scales) är en ort i West Yorkshire, England. Orten ligger 8 km söder om Bradford mellan Wyke och Cleckheaton. Orten kallades tidigare Scales och omnämndes för första gången 1227. Den har omkring 2 500 invånare.